# Bad Boys for Life
Pour les articles homonymes, voir Bad Boys.
Série Bad Boys
Bad Boys 2
(2003) Bad Boys: Ride or Die
(2024)
Pour plus de détails, voir Fiche technique et Distribution.
Bad Boys for Life, ou Mauvais Garçons pour la vie au Québec est un film américain réalisé par Adil El Arbi et Bilall Fallah et sorti en 2020. Il s'agit du troisième volet de la série de films Bad Boys, après Bad Boys : Flics de choc (1995) et Bad Boys 2 (2003), tous deux réalisés par Michael Bay.

## Synopsis
Isabel Aretas (Kate del Castillo), veuve du baron du cartel Benito, s'échappe d'une prison mexicaine avec l'aide de son fils Armando (Jacob Scipio). Isabel envoie ce dernier à Miami, lui demandant de récupérer une importante somme d'argent que son père Benito avait cachée, ainsi que d'assassiner les personnes responsables de l'arrestation de son père et de sa mort en prison. Isabel exige qu'Armando tue le détective de Miami Mike Lowrey (Will Smith) en dernier.
À Miami, Mike accompagne son partenaire Marcus Burnett (Martin Lawrence) à la naissance de son petit-fils. Désireux de passer plus de temps avec sa famille, un Marcus vieillissant confie à Mike qu'il a l'intention de prendre sa retraite, au grand dam de son coéquipier. Lors d'une fête célébrant la naissance du petit-fils de Marcus, Mike est abattu par Armando et laissé dans le coma pendant des mois. Châtié par Isabel pour avoir ciblé Mike en premier, Armando continue d'assassiner d'autres cibles sur sa liste pendant la convalescence de Mike.
Après son rétablissement, Mike est déterminé à se venger et tente sans succès de recruter Marcus maintenant à la retraite, provoquant un froid entre eux. Mike obtient violemment l'identité d'un marchand d'armes Booker Grassie d'un informateur. Réalisant que Mike ne tiendra pas compte des ordres de ne pas enquêter, le capitaine Howard (Joe Pantoliano) lui permet à contrecœur de travailler avec l'équipe technologique en charge, les Advanced Miami Metro Operations (AMMO), dirigée par l'ex-petite amie de Mike, le lieutenant Rita Secada (Paola Núñez). Alors que l'équipe surveille Grassie lors d'un marché d'armes, Mike détermine que les acheteurs ont l'intention de tuer Grassie et intervient, mais ne parvient pas à le sauver. Plus tard, Marcus est appelé par Carver Remy, un ancien informateur qui croit que l'assassin est après lui. Marcus contacte Mike et la paire se rend à Carver, mais il est trop tard pour le sauver. Armando s'échappe après une bagarre avec Mike.
Le capitaine Howard révèle plus tard son intention de prendre également sa retraite, offrant à Mike le conseil dont il a besoin pour trouver un chemin dans la vie. Il est brutalement assassiné par Armando quelques instants plus tard. La mort du capitaine tire Marcus de sa retraite, mais il a l'intention de travailler en équipe avec l'AMMO. Ils retrouvent le comptable de Grassie, qui les conduit à Lorenzo « Zway-Lo » Rodriguez (Nicky Jam). Ils infiltrent la fête d'anniversaire de ce dernier, menant à une poursuite destructrice en voiture. Armando arrive dans un hélicoptère pour sauver Zway-Lo mais le tue quand il bloque la capacité d'Armando à tirer sur son poursuivant, Mike Lowrey. Alors qu'il aligne un tir, Armando dit à Mike « Hasta el Fuego ». Des tirs de son partenaire Marcus créent une couverture pour Mike, qui tombe dans la rivière toute proche.
L'AMMO est fermé en raison de l'échec de l'opération. En privé, Mike révèle à Marcus qu'Armando pourrait être son fils. Avant de devenir le coéquipier de Marcus, Mike a travaillé comme agent d'infiltration dans le cartel Aretas où il a rencontré Isabel. Ils sont tombés amoureux et avaient l'intention de s'enfuir ensemble, en utilisant « Hasta el Fuego » comme slogan secret. Mike est finalement resté fidèle à la police, réalisant à quel point Isabel était devenue dangereuse. Malgré l'opposition de Mike, Marcus et l'AMMO le rejoignent à Mexico pour la confronter.
Au Palais Hildago, Mike rencontre Isabel et la gronde pour lui avoir caché la vérité. Une fusillade s'ensuit rapidement entre l'AMMO et les hommes d'Isabel. Marcus tire sur le pilote de l'hélicoptère de soutien d'Isabel, le faisant s'écraser dans le hall central et déclencher un incendie. Marcus affronte Isabel, tandis que Mike essaie d'expliquer la vérité à Armando. Un combat commence entre les deux, mais Mike refuse de riposter. Exigeant la vérité de sa mère, celle-ci confirme à Armando que Mike est son père. Isabel tire par inadvertance sur Armando dans la poitrine en visant Mike. Enragée, elle tente de tuer Mike, mais Rita intervient et tire sur Isabel, l'envoyant tomber dans les flammes en dessous, où elle finit empalé sur une pale d'hélicoptère.
Quelque temps plus tard, Rita a été promue capitaine de police, tandis que Mike et Marcus sont placés en charge de l'AMMO. Mike rend visite à un Armando plein de remords en prison, lui offrant une chance de gagner un peu de rédemption. Armando accepte.

## Fiche technique
Sauf indication contraire, les informations mentionnées dans cette section peuvent être confirmées par la base de données cinématographiques IMDb,  présente dans la section « Liens externes ».
- Titre original et français : Bad Boys for Life
- Titre québécois : Mauvais Garçons pour la vie
- Réalisation : Adil El Arbi et Bilall Fallah
- Scénario : Peter Craig, Joe Carnahan et Chris Bremner, d'après une histoire de Peter Craig et Joe Carnahan, d'après les personnages créés par George Gallo
- Musique : Lorne Balfe
- Direction artistique : Julian Ashby, Jordan Crockett, Alan Hook, Alex McCarroll et Carlos Y. Jacques
- Décors : Jon Billington, Lori Mazuer et Daniela Rojas
- Costumes : Dayna Pink
- Photographie : Robrecht Heyvaert
- Son : Tony Lamberti, Kevin O'Connell, Steven Ticknor
- Montage : Dan Lebental et Peter McNulty
- Production : Jerry Bruckheimer, Will Smith et Doug Belgrad
- Production exécutive : Bill Bannerman et Stacy Perskie
- Production associée : Melissa Reid
- Production déléguée : James Lassiter, Chad Oman, Mike Stenson et Barry H. Waldman
- Sociétés de production[1] : Don Simpson/Jerry Bruckheimer Films, Overbrook Entertainment avec la participation de Columbia Pictures et en association avec 2.0 Entertainment
- Sociétés de distribution[1] : Columbia Pictures (États-Unis), Sony Pictures Entertainment (Mexique), Sony Pictures Releasing France (France)
- Budget : 90 millions de dollars[2]
- Pays de production :  États-Unis
- Langues originales : anglais, espagnol
- Format[3] : couleur - 2,39:1 (Cinémascope) - son Dolby Atmos
- Genres : comédie policière, action, buddy movie
- Durée : 124 minutes
- Dates de sortie[4] :
  - États-Unis et Canada : 17 janvier 2020
  - France et Belgique : 22 janvier 2020
- Classification[5] :
  - États-Unis : R – Restricted (Les enfants de moins de 17 ans doivent être accompagnés d'un adulte) (Classé R pour une forte violence sanglante et un peu de langage).
  - France : Tous publics avec avertissement (Plusieurs scènes violentes sont susceptibles de heurter un jeune public). (visa d'exploitation no 152193 délivré le 16 janvier 2020)[6]
    -  Déconseillé aux moins de 12 ans à la télévision (sur Canal+ puis M6).

## Distribution
- Will Smith (VF : Greg Germain ; VQ : Pierre Auger) : lieutenant Michael Eugene « Mike » Lowrey
- Martin Lawrence (VF : Lucien Jean-Baptiste ; VQ : Manuel Tadros) : lieutenant Marcus Burnett
- Paola Núñez (VF : Sara Martins ; VQ : Émilie Bibeau) : lieutenant Rita Secada
- Vanessa Hudgens (VF : Adeline Chetail ; VQ : Kim Jalabert) : Kelley
- Alexander Ludwig (VF : Martin Faliu ; VQ : Alexandre Fortin) : Dorn
- Charles Melton (VF : François Santucci ; VQ : François-Simon Poirier) : Rafe
- Jacob Scipio (VF : Benjamin Penamaria ; VQ : Gabriel Lessard) : Armando Aretas
- Kate del Castillo (VF : Mar Sodupe) : Isabel Aretas
- Nicky Jam (VF : Julien Kramer) : Lorenzo « Zway-Lo » Rodríguez
- Joe Pantoliano (VF : Nicolas Marié ; VQ : Jean-Luc Montminy) : le capitaine Conrad Howard
- Theresa Randle (VF : Magaly Berdy) : Theresa Burnett, l'épouse de Marcus
- Bianca Bethune : Megan Burnett, la fille de Marcus
- Massi Furlan (en) (VF : Swan Demarsan) : Lee Taglin
- Dennis Greene (VF : Jhos Lican) : Reggie
- DJ Khaled (VF : Frédéric Souterelle) : Manny « Le Boucher »
- Happy Anderson (VF : Arno Chevrier) : Jenkins
- Rose Bianco (VF : Ethel Houbiers) : Abuela
- Jennifer Badger : Julie Weber
- Gissette Valentin : la gardienne de la prison mexicaine
- Keith Wheeler (VF : Rody Benghezala) : le prêtre du mariage de Megan
- Michael Bay (VF : Cyrille Artaux) : le Maître de Cérémonie du mariage (caméo)
- Bilall Fallah : l'homme qui tente de séduire Rita dans le club (caméo)
- Adil El Arbi : l'homme tiré de la Jeep par Mike (caméo)

- Version française
  - Studio de doublage : Dubbing Brothers
  - Direction artistique : Jean-Philippe Puymartin
  - Adaptation : Bob Yangasa

 Source et légende : version française (VF) sur RS Doublage et selon le carton du doublage français cinématographique.
 Source et légende : version québécoise (VQ) sur Doublage.qc.ca

## Production

### Genèse et développement
En 2008, Michael Bay, réalisateur des deux précédents films, révèle qu'il va sûrement réaliser un Bad Boys III. Cependant, le budget du projet est un frein, notamment en raison du salaire très important demandé par Will Smith. En août 2009, Columbia Pictures engage Peter Craig pour écrire le script. En février 2011, Martin Lawrence confirme que le film est bien en développement. En juin 2014, le producteur Jerry Bruckheimer annonce que le scénariste David Guggenheim travaille sur cette suite. En août 2014, Martin Lawrence déclare qu'un script est prêt que certains rôles commencent à être pourvus.
En juin 2015, Joe Carnahan est en négociations pour rejoindre le film, comme réalisateur et scénariste. En août 2015, Sony Pictures Entertainment annonce que Bad Boys III sortira aux États-Unis le 17 février 2017 et même qu'un 4e volet est annoncé pour le 3 juillet 2019. En mars 2016, la sortie est avancée au 2 juin 2019. En février 2017, la sortie est cette fois repoussée au 9 novembre 2018. En mars 2017, Joe Carnahan quitte finalement le projet pour divergences artistiques. En août 2017, Sony repousse à nouveau la date de sortie. Martin Lawrence se montre alors sceptique sur la concrétisation du projet : « Will est occupé à faire un autre film et je ne crois pas que ça va arriver. Je suis là, prêt. S'ils voulaient le faire, je suis prêt mais je n'ai pas de contrôle sur tout ça, c'est au studio de décider ».
En février 2018, il est annoncé que le film est toujours d'actualité et qu'il sera réalisé par le duo belge Adil El Arbi / Bilall Fallah, et que Martin Lawrence et Will Smith reprendront bien leurs rôles. Le site Geek Worldwide révèle que le tournage devrait avoir lieu entre novembre 2018 et mars 2019 à Miami et Atlanta, pour une sortie américaine le 17 janvier 2020,.
En octobre 2018, Variety annonce que Sony va valider la production du film.

### Attribution des rôles
En décembre 2018, il est annoncé que Joe Pantoliano, qui incarnait le capitaine Howard dans les deux précédents films, reprendra son rôle. L'actrice et chanteuse Vanessa Hudgens, révélée par la saga High School Musical et Charles Melton, révélé par la série Riverdale, rejoignent ensuite la distribution.
En janvier 2019, le DJ/producteur DJ Khaled et le chanteur de reggaeton Nicky Jam rejoignent également la distribution.
En mars 2019, il est annoncé que Theresa Randle reprend son rôle de Theresa Burnett, la femme de Marcus.

### Tournage
Le tournage débute le 14 janvier 2019 à Atlanta avec le casting original et de nouveaux acteurs et actrices,,.

### Musique

#### Original Movie Picture Score
Bandes originales de Bad Boys
Bad Boys 2
(2003) Bad Boys: Ride or Die
(2024)
Lorne Balfe succède à Mark Mancina et Trevor Rabin pour ce troisième volet.
Liste des titres
1. Bad Boys for Life (2:47)
2. It's Good Shit Lieutenant (3:19)
3. Take Back What's Ours (2:09)
4. We're Dangerous People (3:46)
5. What Else You Got (3:13)
6. Prayer (3:12)
7. God's Gun (2:37)
8. The Truth (4:52)
9. Promise to God (2:59)
10. We Ride Together, We Die Together (6:02)
11. Ambulance Heist (2:59)
12. One Last Time (1:57)

#### The Soundtrack
En plus des compositions originales de Lorne Balfe, l'album Bad Boys for Life: The Soundtrack contenant des chansons présentes dans le film est commercialisé. L'album est produit par DJ Khaled, qui a un petit rôle dans le film.
On peut par ailleurs entendre dans le film la chanson Bad Boys d'Inner Circle, déjà présente dans les précédents films. Dans la bande-annonce du film, un mashup peut être entendu, mixant cette même chanson avec Bad Boy for Life de P. Diddy, Black Rob et Mark Curry.
Liste des titres
1. Uptown II - Meek Mill feat. Farruko (2:54)
2. Money Fight - City Girls (2:38)
3. Ritmo (Bad Boys for Life) - The Black Eyed Peas & J. Balvin (3:41)
4. Future Bright - Rick Ross feat. Bryson Tiller (2:58)
5. Bad Moves - DJ Durel feat. Quavo & Rich the Kid (2:13)
6. Muévelo - Nicky Jam & Daddy Yankee (3:14)
7. Damn I Love Miami - Pitbull & Lil Jon (2:41)
8. The Hottest - Jaden (3:21)
9. Murda She Wrote - Buju Banton (3:23)
10. Ritmo (Bad Boys for Life) (remix) - The Black Eyed Peas, J. Balvin & Jaden (3:50)

## Accueil

### Critique
Aux États-Unis, le long-métrage reçoit des critiques plutôt positives :
- Sur Metacritic, il obtient un score plutôt favorable de la presse 59⁄100 sur la base de 46 critiques ainsi qu'un score favorable du public 6,6⁄10 basé sur 235 évaluations[36].
- Sur l'agrégateur américain Rotten Tomatoes, il récolte 77 % d'opinions favorables avec une moyenne de 6,22⁄10 sur la base de 197 critiques positives et 60 négatives[37].

En France, les réactions sont plus mitigés :
- Sur Allociné, il obtient une moyenne de 2,4⁄5 sur la base 24 critiques de la part de la presse[38].

Le Parisien est content de cette suite : « Comme le cahier des charges est rempli côté explosions, fusillades et traits d'humour, pourquoi bouder son plaisir ? »
Première n'a pas du tout aimé : « Ce buddy movie qui n’a rien de « 2.0 » en devient dès lors hors sujet. Bad Boys for Life ? Pas si sûr. »

### Box-office
| Pays ou région            | Box-office                                     | Date d'arrêt du box-office | Nombre de semaines |
| ------------------------- | ---------------------------------------------- | -------------------------- | ------------------ |
| États-Unis (1er week-end) | 62 504 105 $                                   | du 17 au 19 janvier 2020   | -                  |
| États-Unis                | 204 417 855 $ 22 687 000 entrées               | 19 mars 2020               | 9                  |
| Mexique                   | 12 580 056 $                                   | 22 mars 2020               | 10                 |
| France Paris              | 13 622 780 $ 1 726 170 entrées 483 827 entrées | 15 mars 2020               | 8                  |
| Total hors États-Unis     | 220 000 000 $                                  | 19 mars 2020               | 9                  |
| Total mondial             | 424 617 855 $                                  | 19 mars 2020               | 9                  |

## Distinctions

### Nominations
- BET Awards 2020[43] : meilleur film.

## Suite
Peu après le premier week-end d'exploitation du film, Sony annonce qu'un 4e film est en développement avec le retour de Chris Bremner comme scénariste,.
En avril 2022, il est rapporté que le projet est remis en cause par la gifle de Will Smith à Chris Rock lors de la 94e cérémonie des Oscars. Cependant, un mois plus tard, le président de Sony Pictures Entertainment Tom Rothman confirme que le film est toujours en développement,. En février 2023, Will Smith et Martin Lawrence annoncent sur leurs réseaux sociaux respectifs que le film entre en phase de préproduction, avec le retour d'Adil El Arbi et Bilall Fallah à la réalisation. Le tournage débutera en avril 2023 à Atlanta.